# ITelescope Observatory (Mayhill)
El iTelescope Observatory (Mayhill) también conocido (en inglés) como Remote Astronomical Society (RAS) Observatory of New Mexico  es uno de los observatorios iTelescope.Net controlados remotamente. Está organizado por la empresa de alojamiento de astronomía Cielos de Nuevo México y es operado por la red iTelescope. Cuenta con un conjunto de telescopios.
Se encuentra a 15 kilómetros al noreste del observatorio astronómico de Apache Point.